# Lepturovespa
Lepturovespa is een kevergeslacht uit de familie van de boktorren (Cerambycidae). De wetenschappelijke naam van het geslacht werd voor het eerst geldig gepubliceerd in 2011 door Villiers, Quentin & Vives.

## Soorten
Lepturovespa omvat de volgende soorten:
- Lepturovespa aurantipes Villiers, Quentin & Vives, 2011
- Lepturovespa calceata (Fairmaire, 1901)
- Lepturovespa stricticollis Villiers, Quentin & Vives, 2011